# Thinocoridae
Thinocoridae là một họ chim trong bộ Charadriiformes.